# Million Book Project
Million Book Project – projekt Uniwersytetu Carnegie-Mellon, którego celem jest zdigitalizowanie i zindeksowanie do końca roku 2005 miliona książek należących do domeny publicznej i udostępnienie ich w internecie. Dotychczas został zrealizowany pilotowy Thousand Book Project. Na początku 2005 dostępnych było ok. 15 tys. tekstów.